# Porotaka
Porotaka là một chi nhện trong họ Agelenidae.